# Stazione di Latomie
La stazione di Latomie è stata una fermata ferroviaria posta lungo la ex linea ferroviaria a scartamento ridotto Castelvetrano-Porto Empedocle chiusa nel 1946, era a servizio di Latomie.

## Storia
La fermata venne inaugurata il 20 giugno 1910 insieme alla tratta Castelvetrano-Selinunte.
Venne soppressa nel 1946 e sostituita dalla nuova fermata di Santa Teresa Selinuntina.

## Strutture e impianti
Era composta da un fabbricato viaggiatori e dal binario di circolazione.